# Precesja lunisolarna

Zakres precesji osi Ziemi

Precesja lunisolarna – precesja osi Ziemi wynikająca z oddziaływania grawitacyjnego Księżyca i Słońca.